# پیتزای مادربزرگ
پیتزای مادربزرگ نوعی پیتزا نازک و مستطیلی است که به لانگ آیلند نیویورک نسبت داده می‌شود. معمولاً با پنیر و سس گوجه‌فرنگی پوشانده می‌شود، و یادآور پیتزاهایی است که توسط خانه‌دارهای ایتالیایی در خانه پخته می‌شوند که فاقد اجاق پیتزا هستند. پیتزا اغلب با پیتزا سیسیلی مقایسه می‌شود.
پیتزای مادربزرگ معمولاً مستطیل شکل است و پنیر را قبل از سس گوجه فرنگی قرار داده و در یک تابه در فر خانگی پخته و به مربع‌های کوچک برش می‌دهیم.

## تاریخچه
منشأ پیتزا مادربزرگ را می‌توان به اوایل قرن بیستم جستجو کرد، زمانی که مهاجران از جنوب ایتالیا پیتزایی را ساختند که با مواد ساده در خانه درست می‌شد. ریشه‌های فروتنانه این پای باعث شد که آن را «پیتزا مادربزرگ» نامیده‌اند، زیرا عمدتاً توسط مهاجران نسل اول در آشپزخانه‌های خود ساخته می‌شد.
علیرغم وجود نسل‌ها، اصطلاح «پیتزا مادربزرگ» در خارج از لانگ آیلند کمتر شناخته شده بود. در حدود سال ۱۹۹۴، اومبرتو کورتئو «پیتزا مادربزرگ سیسیلی» را در پیتزا فروشی خود در لانگ آیلند معرفی کرد. برخلاف پیتزای سیسیلی معمولی با پوسته ضخیم، پیتزای سیسیلی مادربزرگ او پوسته نازک تری داشت، البته نه به نازکی ناپلی. در عرض چند سال، «پیتزا مادربزرگ» توسط سایر رستوران‌های لانگ آیلند شروع به تبلیغ کرد.
در اواخر دهه ۲۰۰۰ و اوایل دهه ۲۰۱۰، این نام بر سر زبان‌ها افتاد و پیتزا فروشی‌های متعددی شروع به ارائه این پای کردند. این نام به جای تحقیرآمیز بودن، نشان دهنده احترام به سنت و پیتزای ساده روستایی است که در دوران رشد در خانه خورده می‌شود.